# Couternon
Couternon és un municipi francès, situat al departament de la Costa d'Or i a la regió de Borgonya - Franc Comtat. L'any 2007 tenia 1.622 habitants.

## Demografia

### Població
El 2007 la població de fet de Couternon era de 1.622 persones. Hi havia 592 famílies, de les quals 88 eren unipersonals (40 homes vivint sols i 48 dones vivint soles), 226 parelles sense fills, 226 parelles amb fills i 52 famílies monoparentals amb fills.
La població ha evolucionat segons el següent gràfic:
Habitants censats

### Habitatges
El 2007 hi havia 613 habitatges, 598 eren l'habitatge principal de la família, 2 eren segones residències i 13 estaven desocupats. 562 eren cases i 47 eren apartaments. Dels 598 habitatges principals, 511 estaven ocupats pels seus propietaris, 82 estaven llogats i ocupats pels llogaters i 5 estaven cedits a títol gratuït; 6 tenien una cambra, 12 en tenien dues, 35 en tenien tres, 118 en tenien quatre i 427 en tenien cinc o més. 515 habitatges disposaven pel capbaix d'una plaça de pàrquing. A 174 habitatges hi havia un automòbil i a 408 n'hi havia dos o més.

### Piràmide de població
La piràmide de població per edats i sexe el 2009 era:
| Homes | Edats   | Dones |
| ----- | ------- | ----- |
| 0     | 95 o +  | 0     |
| 4     | 90 a 94 | 0     |
| 4     | 85 a 89 | 8     |
| 0     | 80 a 84 | 4     |
| 8     | 75 a 79 | 20    |
| 8     | 70 a 74 | 8     |
| 16    | 65 a 69 | 12    |
| 32    | 60 a 64 | 32    |
| 36    | 55 a 59 | 44    |
| 56    | 50 a 54 | 44    |
| 36    | 45 a 49 | 40    |
| 112   | 40 a 44 | 96    |
| 56    | 35 a 39 | 84    |
| 76    | 30 a 34 | 76    |
| 4     | 25 a 29 | 24    |
| 48    | 20 a 24 | 36    |
| 64    | 15 a 19 | 44    |
| 72    | 10 a 14 | 64    |
| 68    | 5 a 9   | 56    |
| 80    | 0 a 4   | 44    |

## Economia
El 2007 la població en edat de treballar era de 1.118 persones, 826 eren actives i 292 eren inactives. De les 826 persones actives 796 estaven ocupades (416 homes i 380 dones) i 31 estaven aturades (10 homes i 21 dones). De les 292 persones inactives 117 estaven jubilades, 125 estaven estudiant i 50 estaven classificades com a «altres inactius».

### Ingressos
El 2009 a Couternon hi havia 597 unitats fiscals que integraven 1.658,5 persones, la mediana anual d'ingressos fiscals per persona era de 25.283 €.

### Activitats econòmiques
Dels 70 establiments que hi havia el 2007, 1 era d'una empresa alimentària, 1 d'una empresa de fabricació de material elèctric, 4 d'empreses de fabricació d'altres productes industrials, 22 d'empreses de construcció, 14 d'empreses de comerç i reparació d'automòbils, 4 d'empreses de transport, 2 d'empreses d'hostatgeria i restauració, 1 d'una empresa d'informació i comunicació, 2 d'empreses financeres, 5 d'empreses immobiliàries, 5 d'empreses de serveis, 3 d'entitats de l'administració pública i 6 d'empreses classificades com a «altres activitats de serveis».
Dels 21 establiments de servei als particulars que hi havia el 2009, 1 era un taller de reparació d'automòbils i de material agrícola, 2 paletes, 1 guixaire pintor, 7 fusteries, 5 lampisteries, 3 electricistes i 2 perruqueries.
Els 2 establiments comercials que hi havia el 2009 eren fleques.
L'any 2000 a Couternon hi havia 8 explotacions agrícoles que ocupaven un total de 432 hectàrees.

## Equipaments sanitaris i escolars
El 2009 hi havia 1 escola maternal i 1 escola elemental.

## Poblacions més properes
El següent diagrama mostra les poblacions més properes.